# Відбитки кристалів
Відби́тки криста́лів (рос. отпечатки кристаллов, англ. imprints of crystals, нім. Klistalleindrücke m pl) — порожнини на площинах нашарування і всередині шарів, які передають форму вміщених у породі кристалів.
Утворюються внаслідок розчинення цих кристалів під час перетворення породи.
Пустоти на площинах нашарування і всередині шарів, зазвичай виконані осадом і передають форму ув'язнених у породі кристалів. Відбитки кристалів утворюються внаслідок того, що викристалізована речовина розчиняється під час подальшого перетворення порід. Нерідко за відбитками можна визначити кристали, наприклад кристали галіту, що дають правильні куби, кристали льоду, які утворюють трипроменеві або ножеподібні пластини. За відбитками кристалів можна судити про умови утворення осадів.
Приклад: Відбитки на кристалах кварцу — кристал кварцу має заглиблення або сліди, залишені на сторонах або гранях кристала, де вони виросли в безпосередній близькості до іншого кристала.